# Libertas (equipa ciclista)
A equipa Libertas foi um equipa ciclista belga, de ciclismo em estrada que competiu entre 1952 e 1967. A última temporada em activo teve licença espanhola.

## Principais resultados
- Copa Sels: Joseph Vloeberghs (1958)
- Grote Scheldeprijs: Raymond Vrancken (1958)
- Troféu Masferrer: Adolf De Waele (1963)
- Através de Flandres: Alfons Hermans (1965)

### Às grandes voltas
- Giro d'Italia
  - 1 participações (1963)
  - 0 vitórias de etapa:
  - 0 classificação finais:
  - 0 classificações secundárias:

- Tour de France
  - 1 participações (1963)
  - 4 vitórias de etapa:
    - 4 em 1963: Rik Van Looy (4)

  - 2 classificações secundárias:
    - Classificação por pontos: Rik Van Looy (1963)
    - Prêmio da Combatividad Rik Van Looy (1963)

- Volta a Espanha
  - 2 participações (1963, 1966)
  - 6 vitórias de etapa:
    - 5 em 1963: Jan Lauwers (2), Roger Baens (2), Frans Aerenhouts
    - 1 em 1966: Bruno Sivilotti

  - 0 classificação finais:
  - 0 classificações secundárias: